# タウマゼイン
タウマゼイン（希:θαυμάζειν、thaumazein）とは「驚き」、「驚異」、「驚愕」といった意味を持つギリシャ語。古代ギリシアで「知的探求の始まりにある驚異」を表す言葉として使用され、その後の哲学者、近・現代の哲学者も使うことになった用語である。
身近な日常の中にある些細な出来事の中に知的理解が及ばない物事を見いだした時、人は自分の周囲すべてが謎・困惑（アポリア）に包まれている感覚を覚える。このとき体験される驚き、驚異、驚愕のことをタウマゼインと言う。

## 語彙
ギリシャ語のθαυμάζεινは動詞θαυμάζω（タウマゾー）の不定詞形であり、θαυμάζω（タウマゾー）は名詞θαῦμα（タウマ、ザウマ）「不思議・驚異」と語を共有している。thaumaは一般英語にも利用されており、thaumaturgy「幻影的な妙技」「人知を超えた力を呼び出す技」「魔術」、thaumaturge「魔術師」などの用例がある。動詞θαυμάζεινの発音は「タウマ(ー)ゼン」ないし「タウマ(ー)デン」が本来であるが、日本では「タウマゼイン」と記述される。学術用語としてこの表記が採用された経緯について文献上はっきりしないが、遅くとも金子武蔵が「哲学雑誌48号「生の範疇」1933年」で「タウマゼイン」を採用していることが確認できる。ドイツ語Sein（ザイン）には「実在・存在」の意味があるので「ゼイン」にも何らかの意味が含まれていると考えがちだが翻訳されたギリシャ語の語尾活用に過ぎず、何らかの意味が含まれているわけではない。

## 概要
古代ギリシャの哲学者プラトン（前427年-前347年）、およびその弟子であるアリストテレス（前384年-前322年）は、哲学の起源、すなわち知を愛し求めることの始源は「驚き」にある、と言った。
プラトンは著書『テアイテトス』の中で、自身の師匠ソクラテスを登場人物の一人として出演させ、次のように語らせた。
プラトンの弟子アリストテレスは著書『形而上学』の中で次のように記した。
「哲学の始まり」または「哲学の根っこにあるもの」が「驚き」であるという見方は、古代ギリシャに限らず、現代に至るまで様々な哲学者たちの中に見出される。たとえばキルケゴール（1813年-1855年）、ヘーゲル（1770年-1831年）、マルティン・ハイデッガー（1889年-1976年）などである。

## 他
タウマゼインは精神的高揚を伴う。しかし同時にそれは日常的世界観の崩壊を予見する不気味さも併せ持っている。それゆえこうした驚異と向き合い続けることは、時に精神的な苦痛を伴う。
この広い宇宙の中でなぜ私はここにいるのだろうか、そもそもなぜこういう世界があるんだろうか」。こうしたことを問うた時、そしてそこに自分の知的理解の及ばない問題があると気づいた時、人はある種の「驚異」を覚える。

## 脚註
1. ↑  Mary-Jane Rubenstein (2009), p.3
2. ↑  これ以前にプラトン全集が木村鷹太郎訳で明治36-44年に刊行されており、その第三巻「テアイテトス」では【何となれば不思議は哲学者の感情にして、哲学は不思議より生ずるものたればなり。かのイリス（天の使者）はタウマス（不思議）の子なりと謂いし者は、誤謬なる系図家に非る如し】と邦訳されている。国立国会図書館デジタルコレクション「プラトーン全集第3巻」（木村鷹太郎訳、冨山房、明治41）コマ番号271
3. 1 2  Bollert, David (2001)
4. ↑  以下ペルセウス電子図書館より。

ギリシャ語原文
| μάλα γὰρ φιλοσόφου τοῦτο τὸ πάθος, τὸ θαυμάζειν: οὐ γὰρ ἄλλη ἀρχὴ φιλοσοφίας ἢ αὕτη |
英語訳例
| For this feeling of wonder shows that you are a philosopher, since wonder is the only beginning of philosophy |
5. ↑  以下ペルセウス電子図書館より。

ギリシャ語原文
| διὰ γὰρ τὸ θαυμάζειν οἱ ἄνθρωποι καὶ νῦν καὶ τὸ πρῶτον ἤρξαντο φιλοσοφεῖν, ἐξ ἀρχῆς μὲν τὰ πρόχειρα τῶν ἀτόπων θαυμάσαντες, εἶτα κατὰ μικρὸν οὕτω προϊόντες καὶ περὶ τῶν μειζόνων διαπορήσαντες, οἷον περί τε τῶν τῆς σελήνης παθημάτων καὶ τῶν περὶ τὸν ἥλιον καὶ ἄστρα καὶ περὶ τῆς τοῦ παντὸς γενέσεως. |
英語訳例
| It is through wonder that men now begin and originally began to philosophize; wondering in the first place at obvious perplexities, and then by gradual progression raising questions about the greater matters too, e.g. about the changes of the moon and of the sun, about the stars and about the origin of the universe. |
6. ↑  陶久明日香 (2004)